# Eupithecia cretaceata
Eupithecia cretaceata là một loài bướm đêm trong họ Geometridae.